# GfK (Unternehmen)
GfK ist das größte deutsche Marktforschungsinstitut, im Jahr 2016 weltweit die Nummer fünf der Branche. GfK war ab März 2017 im mehrheitlichen Besitz (96,7 %) des Investmentfonds Acceleratio Capital N.V., einer Holdinggesellschaft des amerikanischen Private-Equity-Konzerns Kohlberg Kravis Roberts & Co.
Das Unternehmen erhebt die Einschaltquoten für das Fernsehen in der Bundesrepublik Deutschland. Die Gemeinde Haßloch diente von 1986 bis 2021 als durchschnittlicher Ort als Testmarkt für das Instrument GfK BehaviorScan, mit dem vor allem die Wirkung von Fernsehwerbung untersucht und die Neueinführung von Produkten simuliert wurde. Vom Unternehmen wird unter anderem auch der GfK-Konsumklimaindex errechnet.
Im Juli 2022 wurde der Verkauf des Unternehmens an NIQ (eine Abspaltung von The Nielsen Company), bekanntgegeben. Dies war mit der Auflage verbunden, das Verbraucherpanelgeschäft zu verkaufen, welches im Juli 2023 für 315 Millionen Euro an das britische Unternehmen YouGov ging. 

## Geschichte

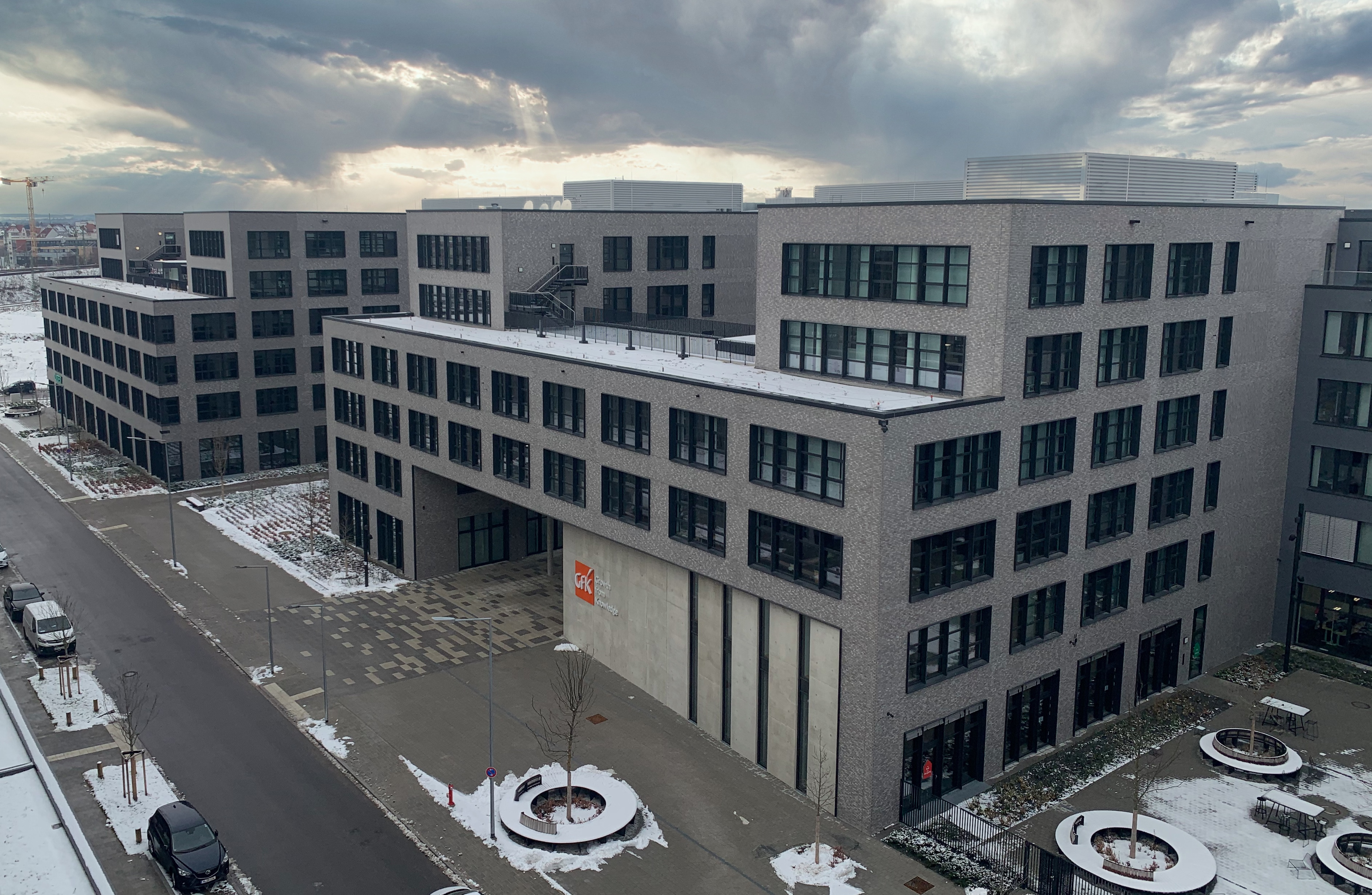
Orange Campus seit 2020 neuer GfK SE Hauptsitz, ebenfalls in Nürnberg

GfK wurde im Februar 1934 als GfK-Nürnberg Gesellschaft für Konsumforschung e. V. von Nürnberger Hochschullehrern, darunter dem späteren deutschen Wirtschaftsminister und Bundeskanzler Ludwig Erhard, gegründet. Das Konzept wurde vom Mitbegründer Wilhelm Vershofen gestaltet. 
Der Gründungsverein GfK-Verein e. V. wurde 2019 umbenannt zu Nürnberg Institut für Marktentscheidungen.
Anfänglich führte der Verein 71 verschiedene Untersuchungen durch, u. a.:
- Die Bekanntheit von Warenzeichen
- Körperpflege und Seifenverbrauch in Deutschland
- Struktur des Getränkeverbrauchs in Deutschland
- Patient und Arzneimittel
- Der Autofahrer beurteilt die Straßenkarten von Treibstofffirmen

Die Aktivitäten des GfK Vereins in den Jahren 1934 bis 1945 wurden nach dem Krieg von der amerikanischen Besatzungsmacht untersucht. Diese Untersuchung führte dazu, dass der Verein im Jahr 1947 eine Lizenz zur Weiterführung seiner Aktivitäten erhielt.
1984 wurden die kommerziellen Aktivitäten in die GfK GmbH ausgegliedert, diese wurde am 23. Januar 1990 zur GfK AG umfirmiert. Zu diesem Zeitpunkt beschränkte sich der GfK-Verein auf die Förderung der Markt- und Absatzforschung. Im September 1999 vollzog die GfK AG ihren Börsengang und wurde mit Wirkung zum 20. März 2000 in den MDAX aufgenommen. Am 24. März 2003 stieg das Unternehmen in den SDAX ab, in welchem es bis zum 22. März 2017 verblieb. Im Jahr 2009 folgte die Umwandlung in eine Europäische Gesellschaft (SE). Die Börsennotierung der GfK SE endete durch einen Squeeze Out im Oktober 2017.
Im August 2016 senkte GfK seine Gewinnprognosen für das laufende Geschäftsjahr als Folge hoher Abschreibungen auf Firmenwerte. Die Wirtschaftswoche berichtete über Verkaufspläne des GfK-Vereins.
Im Dezember 2016 unterbreitete die Beteiligungsgesellschaft KKR ein Übernahmeangebot für 18,54 Prozent der Unternehmensanteile. Vorstand und Aufsichtsrat von GfK unterstützten das Angebot von KKR mit einem Volumen von mindestens 294 Millionen Euro.
Im Herbst 2018 erwarb der französische Wettbewerber Ipsos für 105 Millionen Euro einen Geschäftsbereich mit 1.000 Mitarbeitern, der sich mit kundenspezifischen Einzelaufträgen beschäftigt.
Anfang 2020 wurde der Firmenhauptsitz vom Nordwestring in das neue Gebäude Orange Campus in der Sophie-Germain-Straße verlegt. Nach dem Wegfall von 400 Arbeitsplätzen in Nürnberg war das neu errichtete Gebäude zu groß, sodass Teile der dortigen Büroräume an die DATEV eG weitervermietet wurden.
Im Jahr 2020 startete GfK außerdem eine neue durch künstliche Intelligenz unterstützte Plattform. Kunden können damit auf relevante Daten in Echtzeit zugreifen und erhalten Handlungsempfehlungen auf Basis von Vorhersagen.
Im Juli 2022 wurde bekanntgegeben, dass die Kapitalbeteiligungsgesellschaft Advent International das Unternehmen übernehmen und mit dem seit 2021 ebenfalls in ihrem Besitz befindlichen US-amerikanischen Konkurrenten NielsenIQ (ehemals der Geschäftsbereich Global Connect von The Nielsen Company, der sich an Hersteller von Konsumgütern richtete) vereinen wird. Die EU-Wettbewerbskommission stimmte dem grundsätzlich zu, unter der Voraussetzung, dass GfK den Geschäftsbereich Consumer Panel (Verbraucherbefragung und -analyse) veräußert.
Im Juli 2023 wurde bekannt, dass YouGov den Zuschlag für den Verkauf des GfK Consumer-Panels für 315 Millionen Euro bekommen hat. Das Bundeskartellamt hatte bereits dem Verkauf im Vorfeld zugestimmt. Der Verkauf wurde am 9. Januar 2024 vollzogen.

### Akquisitionen und Beteiligungen
| Geschäfts- jahr | Umsatz (in Mio. €) | Mitarbeiter per Ende des jew. Berichtsjahres | Mitarbeiter per Ende des jew. Berichtsjahres |
| Geschäfts- jahr | Umsatz (in Mio. €) | weltweit                                     | Deutschland                                  |
| --------------- | ------------------ | -------------------------------------------- | -------------------------------------------- |
| 2001            | 506                | 4.653                                        | 1.443                                        |
| 2002            | 559                | 4.879                                        | 1.465                                        |
| 2003            | 590                | 5.032                                        | 1.459                                        |
| 2004            | 660                | 5.484                                        | 1.502                                        |
| 2005            | 937                | 7.515                                        | 1.577                                        |
| 2006            | 1.112              | 7.903                                        | 1.628                                        |
| 2007            | 1.162              | 9.070                                        | 1.714                                        |
| 2008            | 1.220              | 9.692                                        | 1.746                                        |
| 2009            | 1.165              | 10.058                                       | 1.790                                        |
| 2010            | 1.294              | 10.546                                       | 1.831                                        |
| 2011            | 1.374              | 11.457                                       | 2.025                                        |
| 2012            | 1.515              | 12.678                                       | 2.159                                        |
| 2013            | 1.495              | 12.940                                       | 2.185                                        |
| 2014            | 1.453              | 13.380                                       | N/A                                          |
| 2015            | 1.543              | 13.485                                       | N/A                                          |
| 2016            | 1.484              | 13.069                                       | N/A                                          |
| 2017            | 1.480              | N/A                                          | N/A                                          |
| 2018            | 1.590              | N/A                                          | N/A                                          |
| 2019            | 1.672              | N/A                                          | N/A                                          |
| 2020            | N/A                | 8.232                                        | 1608                                         |

- 2016: Übernahme von Netquest mit dessen Tochter Wakoopa, um im lateinamerikanischen Markt für Online-Panels Fuß zu fassen.[31]
- 2015: Übernahme von NORM Research & Consulting sowie Aufstockung der Anteile bei YouEye Inc., GfK Retail and Technology GmbH, GfK Latinoamerica Holding, GfK Retail and Technology Asia Holding, GfK Marketing Services K.K., GfK Retail and Technology Argentina, ENCODEX International, Incoma GfK und GfK CR Japan.[32]
- 2014: Übernahme von TerrEtude, Cogenta, PT Primera Indonesia und PanelVet sowie Aufstockung der Anteile bei IFR South America und Genius Digital.[32]
- 2013: Übernahme von acmr, PCNData und Sensemetric sowie Aufstockung der Anteile bei GfK Etilize, media control (GfK international), GfK-Conecta und GfK UK Entertainments (jeweils auf 100 Prozent).[32]
- 17. September 2012: Übernahme des US-amerikanischen Unternehmens für User Experience-Forschung User Centric (jetzt GfK User Centric)
- 2. Juli 2012: Aufstockung der Anteile an nurago und SirValUse Consulting auf 100 Prozent (jetzt GfK nurago / GfK SirValUse Consulting).
- 2. März 2012: Übernahme des britischen Healthcare-Marktforschers Bridgehead International (jetzt GfK Bridgehead)
- 9. Dezember 2011: Übernahme des US-amerikanischen Unternehmens für Online-Forschung Knowledge Networks Inc.
- 1. Januar 2011: Aufstockung der Anteile an SirValUse Consulting auf 60 Prozent.
- 2. November 2010: Übernahme des US-amerikanischen Beratungsunternehmens Interscope
- 8. Juli 2010: Übernahme der GfK Mode in Indien und vollständige Übernahme der dmrkynetec (jetzt: GfK Kynetec)
- 6. Mai 2010: Beteiligung an dem Deutschen Unternehmen SirValUse Consulting
- 1. April 2009: Übernahme des britischen Marktforschungsinstituts Ascent Market Intelligence (Ascent-MI)
- 1. März 2009: Aufstockung der Anteile an der IFR Monitoring Group um 24,2 Prozent auf 100 Prozent
- 1. Februar 2009: Die Beteiligung an dmrkynetec wurde auf nunmehr 75 Prozent der Anteile ausgebaut.
- 7. August 2008: Die GfK Gruppe übernahm die US-amerikanische Arbor Strategy Group (ASG) zu 100 Prozent. Die ASG, die zu den führenden Beratungsunternehmen im Bereich strategischer Markenentwicklung gehört, firmiert als GfK Strategic Innovation.
- 15. Juli 2008: Im Sektor Custom Research beteiligte sich die GfK an dem Unternehmen dmrkynetec in Großbritannien. Außerdem erhöhte die GfK Gruppe ihre Anteile an Chart-Track, Großbritannien und der GfK Danmark, Dänemark. Mit der neu gegründeten GfK Albania, Albanien, kam ein neues GfK-Tochterunternehmen in der Region Zentral- und Osteuropa hinzu.
- 9. April 2008: GfK hat das Marktforschungsunternehmen Bilesim International in der Türkei sowie die restlichen 34 Prozent der Anteile an dem schweizerischen Unternehmen GfK Research Matters erworben
- 21. September 2006: GfK Macon, GfK Prisma und GfK Regionalforschung schlossen sich zu GfK GeoMarketing zusammen. Das neue GfK-Tochterunternehmen war damit einer der größten Geomarketing-Anbieter Europas.
- 1. Juli 2005: Vollständige Übernahme des amerikanischen Unternehmens GfK V2
- 13. Juni 2005: 33 Prozent an der Research Matters AG erworben
- 11. Mai 2005: Komplette Übernahme des Geomarketing-Spezialisten GfK Macon AG; Erwerb von jeweils 51 Prozent an dem kanadischen Unternehmen Research Dynamics Inc. und an Adimark S. A. in Chile
- 15. April 2005: GfK erwarb die Marktforschungsgruppe NOP World vollständig vom britischen Medienkonzern United Business Media

## Organisation

### CEO
- 1998–2011: Klaus L. Wübbenhorst
- 2011–2016: Matthias Hartmann
- 2017–2022: Peter Feld
- seit 2022: Lars Nordmark (Interim)

## Geschäftsfelder
Zum Kerngeschäft von GfK gehört neben der Erhebung und Aufbereitung von Daten über das Konsumverhalten auch die Beratung von Unternehmen mit Hilfe technologiebasierter Anwendungen.
GfK bietet seine Dienstleistungen weltweit in folgenden Branchen an: Technologie & Gebrauchsgüter, Einzelhandel, Verbrauchsgüter, Automobil, Finanzdienstleistungen, Medien und Unterhaltung an.
Dazu werden Daten von mehr als 180 Millionen SKUs erhoben und mehr als zwei Millionen Personen in 15 Ländern befragt – dies geschieht nach anerkannten Regeln der Markt- und Meinungsforschung sowie den Richtlinien der Markt- und Sozialforschungsverbände (z. B. den ESOMAR Standards), die verbindliche Vorgaben enthalten. Durch Einblicke in das Marktgeschehen in Echtzeit ermöglicht GfK seinen Kunden wichtige Geschäftsentscheidungen u. a. in den Bereichen Marketing oder Vertrieb zu treffen.
Seit 2020 bietet GfK seinen Kunden eine AI getriebene Plattform, die auf Basis relevanter Daten Vorhersagen erstellt und mit Handlungsempfehlungen kritische Geschäftsentscheidungen erleichtert.

### Messung der Einschaltquoten

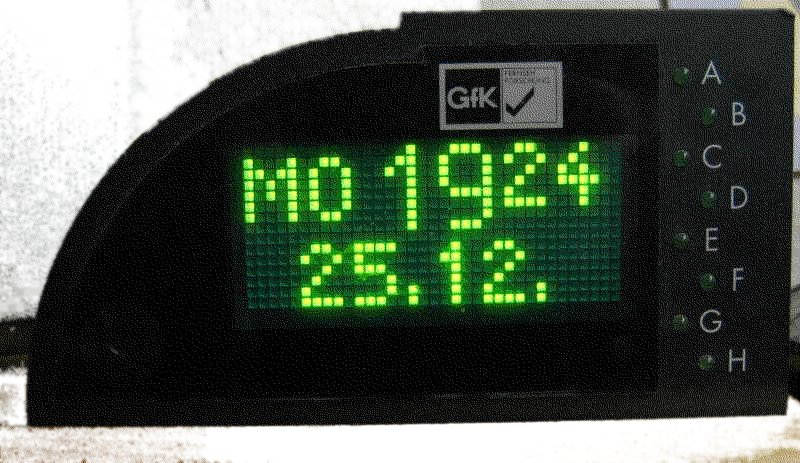
Anzeige-Display eines GfK-Meter

Innerhalb Deutschlands ist GfK vor allem dafür bekannt, dass sie mit der Messung der Einschaltquoten des Fernsehens beauftragt ist. Dafür werden spezielle Messgeräte (GfK-Meter, auch als GfK-Telemeter bekannt) benutzt, die an den Fernsehapparat angeschlossen werden.
Die Entwicklung der GfK-Meter geht zurück in das Jahr 1963. Das erste Fernseh-Meter, Tammeter genannt, wurde von der britischen Television Audience Measurement(TAM) entwickelt. Die ARD und ZDF gründeten mit der Infratam mit Sitz in Wetzlar eine gemeinsame Tochtergesellschaft und führten von 1963 bis 1974 die ersten kontinuierlichen Quotenmessungen durch. Das Tammeter maß dabei minutengenau, lieferte die Ergebnisse (Geräteeinschaltung, Kanal, Uhrzeit) aber erst vier Wochen später und nur für den kompletten Fernsehhaushalt.
1975 wurde das Tammeter vom Teleskomat (ebenfalls von Infratam) abgelöst, welches personenbezogene Ergebnisse aus 1.200 Haushalten im 30-Sekunden-Takt bis zu sechs Programme und bis zu sieben Personen im Haushalt erfasste und über Nacht über die Telefonleitung an den Zentralrechner lieferte. Einen weiteren Fortschritt stellte das Telecontrol (TC 3, TC 6, TC XL) dar, das bei der Messung der Einschaltquote alle Programme, alle Personen, die an der jeweiligen Fernsehübertragung beteiligt sind, berücksichtigt und mit Hilfe der Telefonleitung die Daten ins GfK-Daten-Center übermittelt.
Seit 1985 wird die Fernsehnutzung von ursprünglich ca. 2.700 repräsentativ ausgewählten Haushalten sekundengenau mittels der GfK-Meter in Deutschland gemessen. Das Panel wurde wegen der Aufnahme der neuen Bundesländer 1991 und wegen neuer regionaler Sollvorgaben 1996 erweitert. Zusätzlich wurden 2001 noch 140 Haushalte aus der Europäischen Union hinzugefügt. Nach einem Höchststand von 5.500 besteht das Fernsehpanel seit 2012 aus 5.000 täglich abgerufenen Haushalten, in denen ca. 10.500 Personen leben. Das System (GfK-Meter) besteht aus drei Teilen: dem eigentlichen Messgerät, einer Fernbedienung, mit der alle Personen des Haushalts sich individuell an- und abzumelden haben, sowie einer Anzeige. Nachts werden die Daten über Telefonleitung zur GfK nach Nürnberg geschickt, dort ausgewertet und stehen am nächsten Morgen den Mitgliedern der Arbeitsgemeinschaft Fernsehforschung zur Verfügung.